# Habenaria brownelliana
Habenaria brownelliana är en orkidéart som beskrevs av Paul Miles Catling. Habenaria brownelliana ingår i släktet Habenaria och familjen orkidéer. Inga underarter finns listade i Catalogue of Life.